# 李樂謙
李樂謙（英語：Lee Lok Him，2004年4月18日—），生於香港，香港足球運動員，司職中場，現效力香港超級聯賽球會大埔。

## 球員生涯
2022/23年度賽季，李樂謙加盟香港超級聯賽球會香港U23。
2023/24年度賽季，李樂謙當選成為球隊「最佳U22球員」。
2024年7月18日，大埔足球會宣布從香港U23收購李樂謙。他將着上二十三號球衣。

## 榮譽
大埔
- 香港超級聯賽冠軍（2024–2025季度）

## 外部連結
- 香港足球總會網頁球員註冊資料 （页面存档备份，存于）